# IC 1007
IC 1007 је галаксија у сазвјежђу Дјевица која се налази на листи објеката дубоког неба у Индекс каталогу.
Деклинација објекта је + 4° 33' 34" а ректасцензија 14h 24m 36,6s. Привидна величина (магнитуда) објекта IC 1007 износи 14,0 а фотографска магнитуда 15,0. IC 1007 је још познат и под ознакама CGCG 47-34, 8ZW 412, PGC 51465.